# Yellowcake

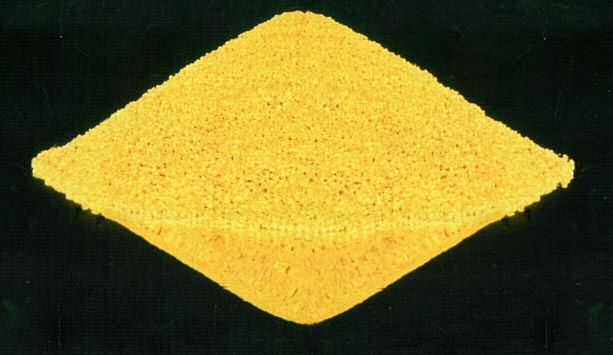
Yellowcake

Yellowcake (română prăjitură galbenă) este denumirea generică dată concentratelor de uraniu obținute prin extracție din minereuri ce conțin compuși ai uraniului. De asemenea, compuși similari se pot produce la extragerea uraniului din apă (reziduală - industrială sau de mare). Aceste concentrate sunt produse intermediare obținute în procesele industriale de separare și rafinare ale uraniului și conțin un amestec de oxizi și săruri ale uraniului.

## Procedeul de obținere
In cazul mineritului tradițional, metodele de obținere diferă, în funcție de tipul zăcământului și de conținutul de uraniu. Cel mai frecvent, aceste concentrate de uraniu sunt obținute prin procedee tipice de minerit, urmate de concentrare fizico-chimică în uraniu. Minereul uranifer este mai întâi sfărâmat și măcinat, pentru a putea fi ulterior prelucrat prin dizolvare cu acizi, baze sau peroxid de hidrogen. În continuare, uraniul este precipitat și uscat, conținutul acestuia în concentrate ajungând la 60 - 80 %. Prin aplicarea tehnologiilor moderne se obțin concentrate de culoare maronie sau chiar neagră; denumirea de "yellowcake" - provenită din epoca de început a prelucrării uraniului - s-a păstrat însă. În 1970, Biroul Minelor al Statelor Unite ale Americii se referea la aceste concentrate ca fiind precipitate finale ale procesului industrial de formare de săruri de uraniu. Compoziția concentratelor variază însă în limite largi, depinzând de tipul zăcământului, metoda și condițiile de extracție considerate. Printre compușii identificați în aceste concentrate se numără hidroxidul de uranil, sulfatul de uranil, diuranatul de sodiu/ amoniu și peroxidul de uranil, alături de alți oxizi ai uraniului.
O metodă modernă de extracție este constituită de către recuperarea in situ, mult mai ieftină și neinvazivă. Acesta constă în "spalarea" minereurilor cu apă în prezența unor agenți oxidanți, ceea ce conduce la solubilizarea uraniului.

## Prelucrare și utilizare
De cele mai multe ori, este necesară o procesare prin redizolvare/ extracție în solvenți organici/ reprecipitare a concentratelor, în vederea separării uraniului de impurități (purificare). Prin calcinare și reducere se obține produsul final, dioxidul de uraniu (UO2) de puritate nucleară. Acesta este un material granular negru, insolubil în apă, conținând peste 87 % uraniu (în procente masice), care se topește la 2875 °C și care poate fi utilizat în realizarea fisiunii nucleare. 
Dioxidul de uraniu nuclear pur poate fi folosit ca atare prin presare sub formă de pastile; după sinterizare, acestea sunt întecuite în bare/ elemente de ardere și utilizate în reactori de tip PHWR (Pressurised Heavy Water Reactor), care funcționează pe bază de uraniu natural. UO2 poate fi folosit de asemenea pentru a obține combustibil nuclear îmbogățit în U-235 prin transformarea chimică în hexafluorură de uraniu (UF6). Aceasta este supusă proceselor de separare izotopică în vederea creșterii conținutului de U-235 în amstecul izotopic final. Combustibilul astfel îmbogățit poate fi utilizat ulterior pentru producerea de arme nucleare sau în obținerea energiei electrice în diverse tipuri de reactori nucleari. 

## Radioactivitate și toxicitate
Concentratele de uraniu sunt slab radioactive, în special datorită faptului că uraniul este separat de produșii săi de dezintegrare.  Ingestia sau inhalarea concentratelor de uraniu sunt însă forme de expunere la radiații ce trebuiesc tratate cu atenție. Toxicitatea uraniului este mai degrabă de natură chimică decât radiologicǎ. Toxicitatea sărurilor de uraniu depinde de solubilitatea acestora în apă și în diferite țesuturi. Oxizii uranului prezintă o solubilitate scăzută, deci au un potențial toxic limitat. Ca și în cazul altor metale grele, rinichii sunt organe țintă majore ale sărurilor solubile ale uraniului.  